# Milla (Pflanzengattung)
Die Milla sind eine Pflanzengattung in der Unterfamilie Brodiaeoideae innerhalb der Familie Spargelgewächse (Asparagaceae) innerhalb der Ordnung der Spargelartigen (Asparagales).

## Beschreibung

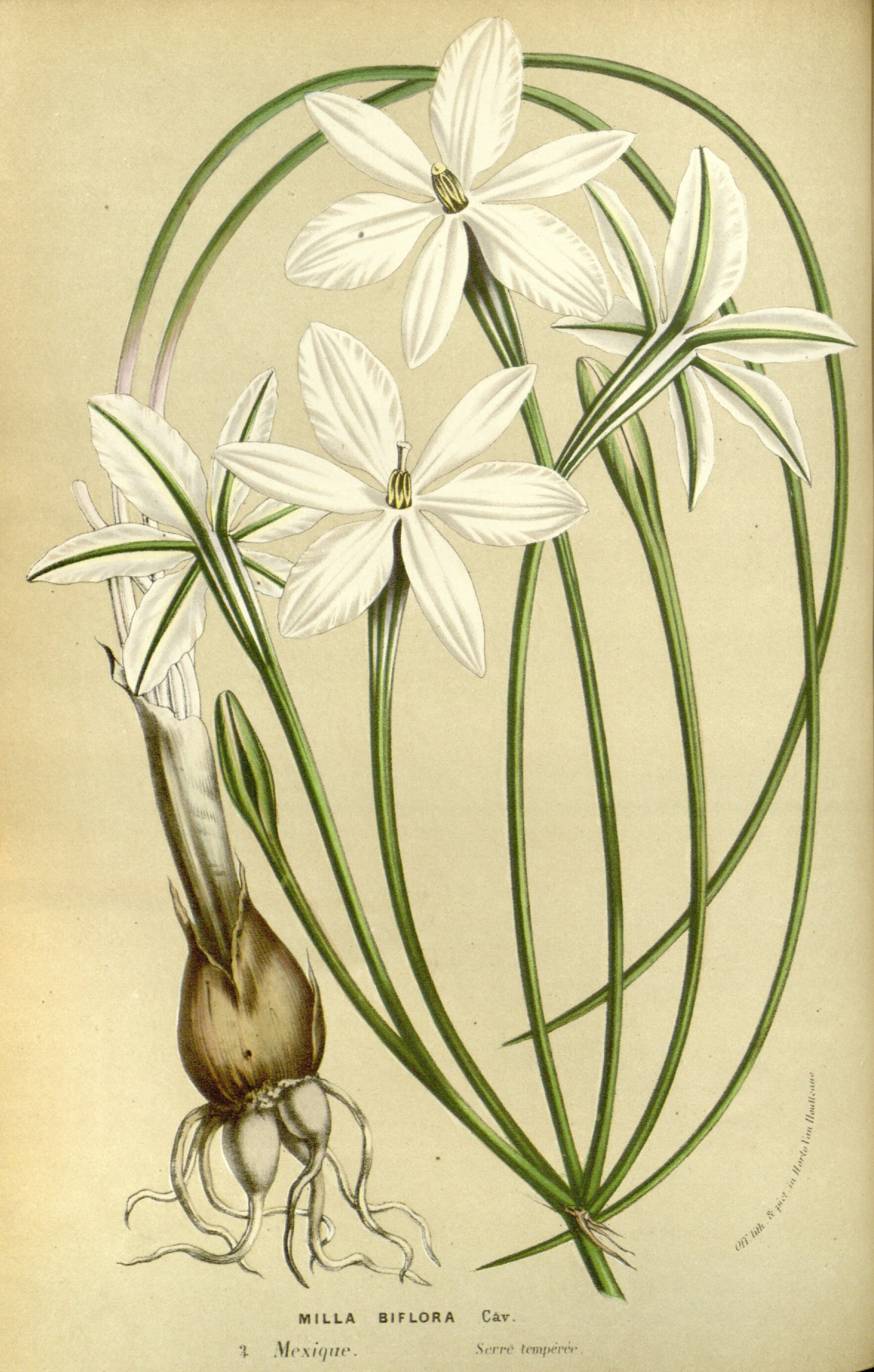
Illustration aus Flore des serres, Volume 14 von Milla biflora

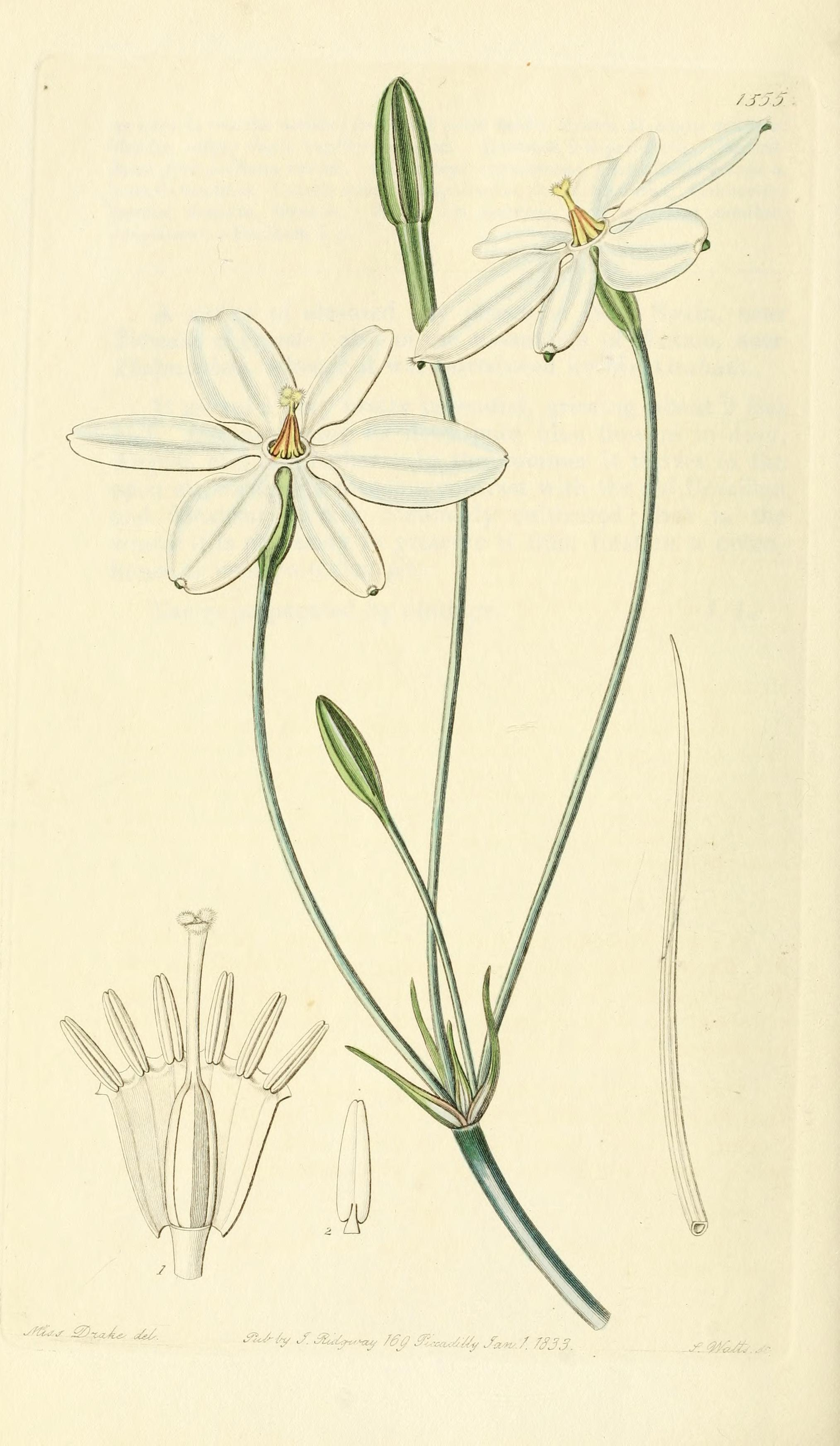
Illustration aus Edwards' botanical register, or, Ornamental flower-garden and shrubbery … von Milla biflora

### Vegetative Merkmale
Milla-Arten sind ausdauernde krautige Pflanzen. Diese Geophyten bilden häutig umhüllte Knollen als Überdauerungsorgane aus; sie bilden also keine Zwiebeln zum Unterschied zu den Lauchgewächsen (Alliaceae).
Es werden zwei bis sieben grundständige Laubblätter gebildet. Die einfachen, ungestielten Laubblätter sind linealisch und gekielt. Der Blattrand ist glatt.

### Generative Merkmale
Je Knolle wird meist nur ein, selten werden zwei aufrechte und haltbare Blütenstandsschäfte gebildet, die stielrund und besonders im oberen Bereich rau sind. Die scheinbar doldigen Blütenstände sind ähnlich der von Lauchgewächsen (Alliaceae). Die vier häutigen und anfangs grünen Tragblätter sind schmal-dreieckig und umschließen die Blüten auch im knospigen Zustand nicht. Die Blüten sind sitzend oder es sind 4 bis 15 Zentimeter lange Blütenstiele vorhanden.
Die zwittrigen Blüten sind radiärsymmetrisch und dreizählig. Die sechs gleichgestaltigen Blütenhüllblätter sind stieltellerförmig an ihrer Basis zu einer langen, schmalen Röhre verwachsen. Der freie Bereich der Blütenhüllblätter ist kürzer als die Blütenröhre. Die Farben der freien Bereiche der Blütenhüllblätter sind weiß mit unten grünen, rosafarbenen oder blauen Streifen. Es sind zwei Kreis mit je drei gleichen Staubblättern in jeder Blüte vorhanden. Die Staubfäden sind in der Röhre der Blütenhüllblätter inseriert und untereinander frei. Die drei Fruchtblätter sind zu einem oberständigen, dreikammerigen Fruchtknoten verwachsen mit nur zwei Samenanlagen je Fruchtknotenkammer. Der Fruchtknoten ist lang gestielt. Dieser Fruchknotenstiel ist mit drei Kanten mit der Blütenröhre verwachsen. Der lange Griffel endet in einer kurz dreilappigen Narbe und überragt die Blütenröhre.
Die vom haltbaren Griffel geschnäbelten Kapselfrüchte öffnen sich fachspaltig = lokulizid und enthalten sechs Samen. Die schwarzen, abgeflachten Samen besitzen eine wenig in Zellgröße netzartige Samenschale.

## Systematik und Verbreitung
Die Gattung Milla gehört zur Unterfamilie Brodiaeoideae in der Familie Spargelgewächse (Asparagaceae). Früher gehörte sie zur Tribus Brodiaeeae in der Unterfamilie der Allioideae innerhalb der Familie der Alliaceae. Die Gattungen dieser Tribus wurden aber alle zur Familie der Themidaceae und jetzt zur Unterfamilie Brodiaeoideae gestellt. Früher wurde sie auch zur Familie der Liliengewächse (Liliaceae) gestellt.
Die Gattung Milla wurde 1793 durch Antonio José Cavanilles in Icones et Descriptiones Plantarum, 2, Seite 76, Tafel 196 aufgestellt. Typusart ist Milla biflora Cav. Synonyme für Milla Cav. sind: Askolame Raf., Gyrenia Knowles & Westc. ex Loudon, Diphalangium S.Schauer.
Die Milla-Arten sind vom südlichen Nordamerika bis Zentralamerika verbreitet, dabei besitzt nur eine Art diese weite Verbreitung. Von den etwa elf Arten kommen zehn nur in Mexiko vor, dabei meist jeweils nur in einem Bundesstaat.
Die Gattung Milla umfasst seit 2014 etwa elf Arten:
- Milla biflora Cav. (Syn.: Askolame biflora (Cav.) Raf., Blandfordia uniflora Willd. ex Kunth, Diphalangium graminifolium S.Schauer, Gyrenia biflora (Cav.) Knowles & Westc. ex Loudon): Sie ist von den US-Bundesstaaten südöstliches Arizona sowie südwestliches New Mexico über Mexiko sowie Guatemala bis Honduras verbreitet.[4]
- Milla bryanii I.M.Johnst.: Sie kommt nur im mexikanischen Bundesstaat Coahuila vor.[4]
- Milla delicata H.E.Moore: Sie kommt nur im mexikanischen Bundesstaat Guerrero vor.[4]
- Milla filifolia T.M.Howard: Sie wurde 1999 erstbeschrieben. Sie kommt nur im mexikanischen Bundesstaat Morelos vor.[4]
- Milla magnifica H.E.Moore: Sie kommt nur in den mexikanischen Bundesstaaten Guerrero sowie Morelos vor.[4]
- Milla mexicana T.M.Howard: Sie wurde 1999 erstbeschrieben. Sie kommt nur in den mexikanischen Bundesstaaten Puebla sowie Oaxaca vor.[4]
- Milla mortoniana H.E.Moore: Sie kommt nur im mexikanischen Bundesstaat Guerrero vor.[4]
- Milla oaxacana Ravenna: Sie kommt nur im mexikanischen Bundesstaat Oaxaca vor.[4]
- Milla potosina T.M.Howard: Sie wurde 1999 erstbeschrieben. Sie kommt nur im mexikanischen Bundesstaat San Luis Potosí vor.[4]
- Milla rosea H.E.Moore: Sie kommt nur im mexikanischen Bundesstaat Nuevo León vor.[4]
- Milla valliflora J.E.Gut. & E.Solano: Sie wurde 2014 erstbeschrieben. Sie kommt nur in den mexikanischen Bundesstaaten Puebla sowie Oaxaca vor.[4]

## Nutzung
Wenige Arten werden selten als Zierpflanzen genutzt.